# Avion à décollage et atterrissage court
Pour les articles homonymes, voir ADAC et STOL.
Un avion à décollage et atterrissage court (dont l'acronyme est ADAC) est un aéronef à voilure fixe capable d'utiliser des pistes de longueur très limitée (en général inférieure à 1500 pieds / 457 mètres) pour le décollage et l'atterrissage. 
En anglais, ce concept s'appelle STOL (Short Take-off and Landing aircraft).
On distingue les ADAC des ADAV, qui peuvent décoller et atterrir verticalement, et cette catégorie ne comprend ni les hélicoptères ni les ballons ni les dirigeables, qui ne sont pas des avions. Par contre, l'autogire est un ADAC.

## Principe
Les caractéristiques ADAC d'un avion proviennent principalement de caractéristiques aérodynamiques particulières améliorant la portance :
- la voilure est en général de taille importante ;
- divers dispositifs hypersustentateurs peuvent être mis en œuvre, comme les volets et les becs ;
- certains ADAC à hélices utilisent également une voilure soufflée pour atteindre l'hypersustentation et une vitesse ascensionnelle élevée.

En augmentant la portance, ces différents dispositifs permettent de diminuer la vitesse nécessaire tant pour le décollage (d'où une réduction de la distance de piste à parcourir) que pour la présentation à l'atterrissage (d'où une réduction de la distance de freinage).
Le décollage court est par ailleurs favorisé par un bon rapport poids/puissance, qui permet d'atteindre plus rapidement la vitesse nécessaire à la sustentation.

## Exemples
- Antonov An-2
- Antonov An-14
- Antonov An-28
- ATR-42-600S
- Breguet 941
- Britten-Norman Islander
- Britten-Norman Trislander

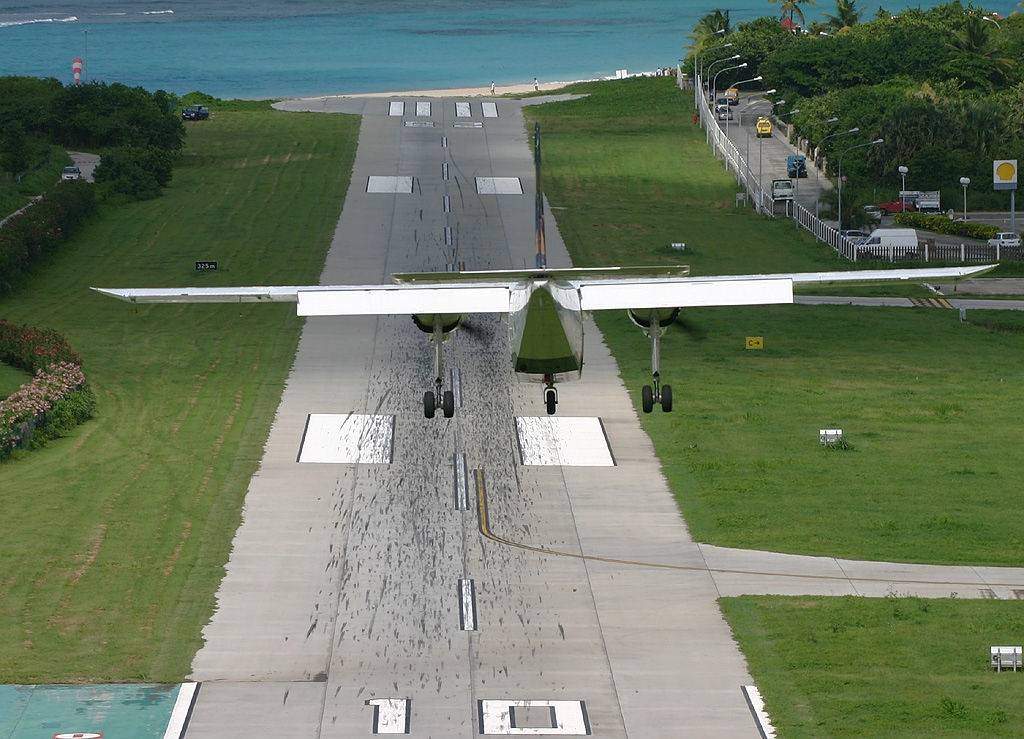
BN-2 Islander

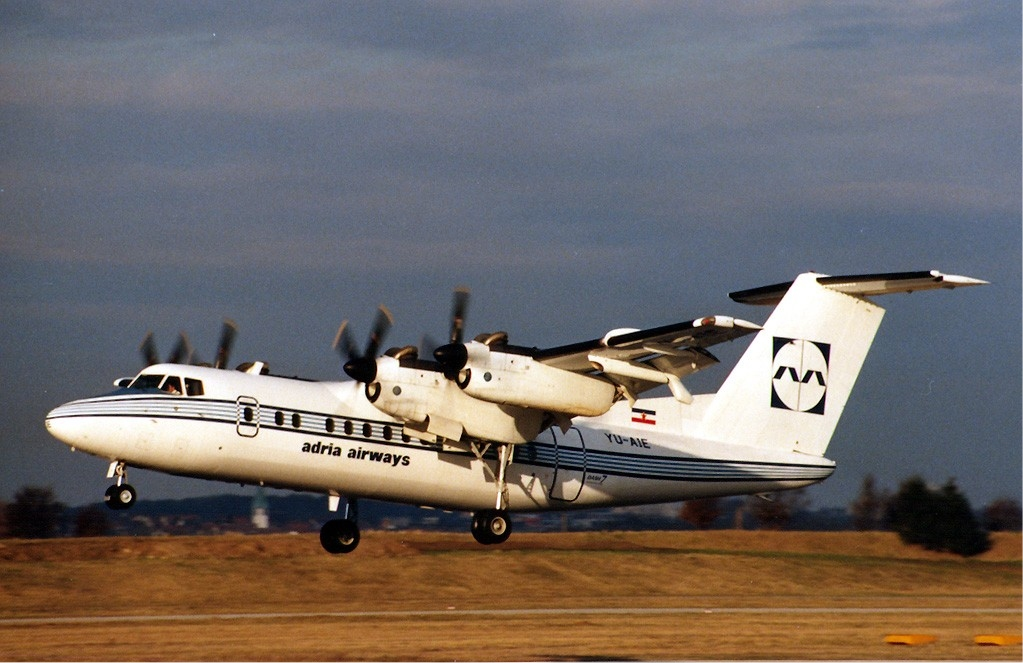
DHC-7

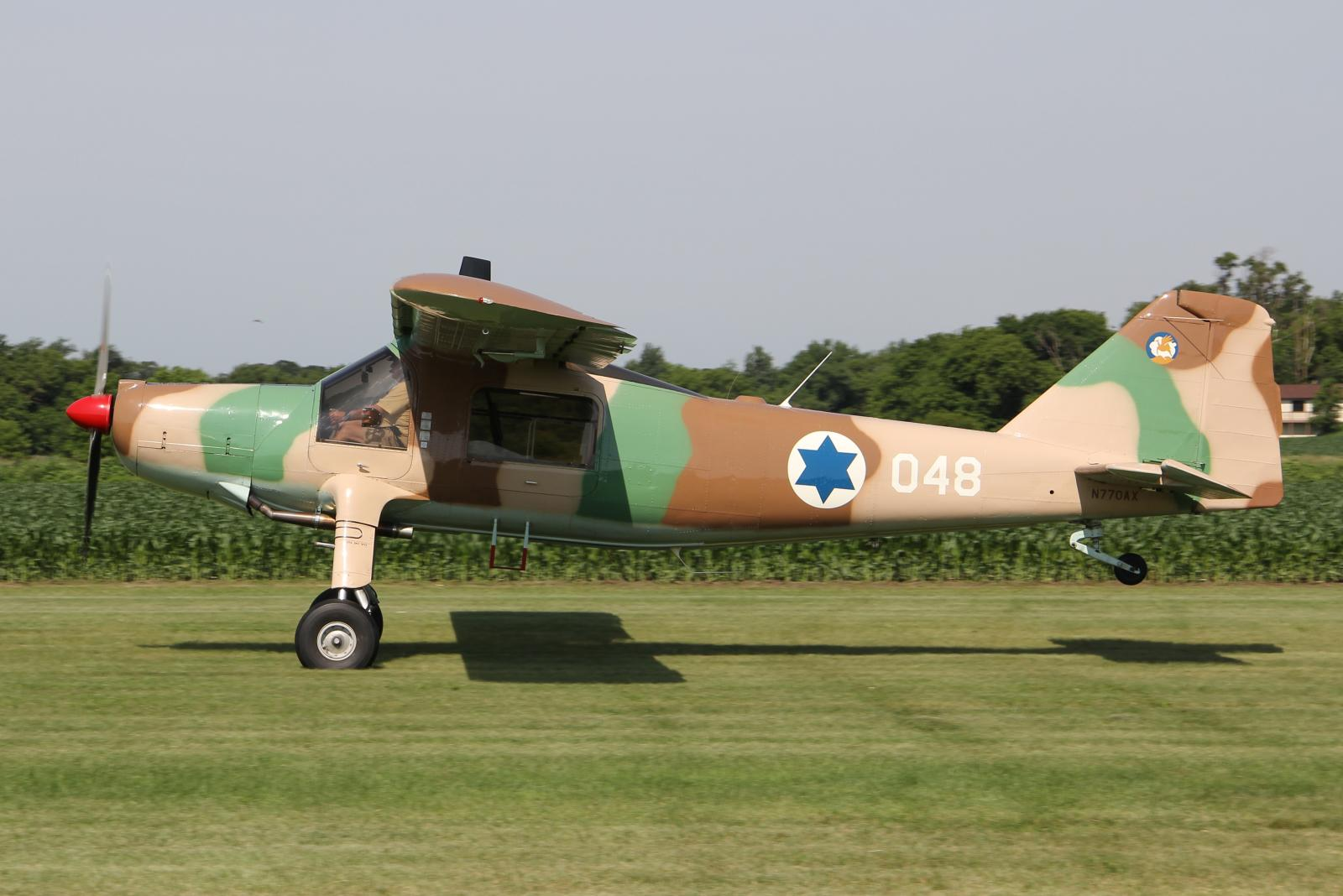
Dornier Do 27

- De Havilland Australia DHA-3 Drover
- De Havilland Canada DHC-2 Beaver
- De Havilland Canada DHC-3 Otter
- De Havilland Canada DHC-4 Caribou
- De Havilland Canada DHC-5 Buffalo
- De Havilland Canada DHC-6 Twin Otter
- De Havilland Canada DHC-7
- Dornier Do 27
- Dornier Do 28
- Dornier 228
- Fairey Rotodyne (autogire)
- Fieseler Fi 156 Storch
- ICP Savannah
- Jetpod
- Let L-410 Turbolet
- Maule M-5 (en)
- Max-Holste MH-1521 Broussard
- Morane-Saulnier MS893
- Pilatus PC-6
- Piper Cub
- PZL-104 Wilga
- Soukhoï Su-80
- Tecnam P2012 STOL
- Westland Lysander
- Zenith CH701
- Zenith CH750
- Zenith CH801